# Shams al-Din al-Khalili
Shams al-Din al-Khalili (àrab: شمس الدين عبد اللهمحمد بن محمد الخليلي)  (Damasc, c. 1320 - Damasc, c. 1380), de nom complet Shams al-Din abu-Abdallah Muhammad-ibn-Muhammad al-Khalili, va ser un astrònom de l'Edat d'or de l'islam.

## Vida i obra
Res es coneix de la vida d'Al-Khalili. L'únic que es pot afirmar és que va ser el muwaqqit (astrònom oficial) de la mesquita dels Omeies de Damasc durant la segona meitat del segle XIV. La funció del muwaqqit era la de calcular els horaris i les direccions (mirant a La Meca) de les pregàries obligatòries de l'Islam.
Per poder fer les seves funcions, Al-Khalili va calcular unes taules molt acurades per a resoldre problemes estàndard de trigonometria esfèrica a qualsevol latitud i una taula universal d'alquibles (direcció de La Meca en un punt). Aquestes taules han sobreviscut fins els nostres dies en dotzenes de manuscrits.
En la taula d'alquibles, dona el seu valor a 48 localitats (la majoria sirianes) de forma molt acurada. Aparentment, semblen el resultat de mesuraments geodèsics sistemàtics, però més aviat sembla que van ser derivades sense sortir de Damasc.
Més interès tenen les seves taules de funcions auxiliars, en les quals, a més de revisar i recalcular les taules d'Ibn Yunus d'horaris solars (unes 30.000 entrades) per a la latitud de Damasc (aquestes taules es van utilitzar fins al segle XIX), va incorporar unes 14.000 entrades més de funcions trigonomètriques auxiliars per a qualsevol latitud. És sorprenent el seu grau d'exactitud, tenint en compte els instrument de la época.

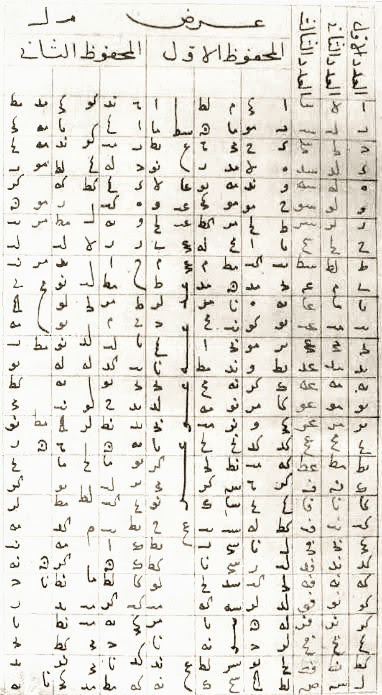
Pàgina d'un manuscrit del segle XVI conservat al palau de Topkapi amb la solució de les funcions i, per a cada grau d' i per a i.